# منبع‌شناسی تاریخ اساطیری ایران
منابع تاریخ اساطیری ایران بر چند گونه است.